# Catedral de San Pedro y San Pablo (Tallin)
La Catedral de San Pedro y San Pablo (en estonio: Tallinna Peeter-Pauli katedraal o bien Püha Peetruse ja Pauluse katedraal) es una catedral católica en la ciudad de Tallin, la capital del país europeo de Estonia.
El catolicismo se introdujo en Estonia a través de las cruzadas del Norte y dominó la vida religiosa en la Edad Media. Sin embargo, a raíz de la Reforma protestante en el siglo XVI, el luteranismo tomó su lugar como la fe dominante, y durante el tiempo de la dominación sueca en Estonia, el catolicismo fue prohibido oficialmente.
Tras la derrota de Suecia y la pérdida de Estonia al imperio ruso durante la Gran Guerra del Norte, la libertad religiosa fue introducida por las nuevas autoridades. En 1799, la parroquia católica había crecido lo suficiente como para que le fuese concedido el antiguo refectorio del monasterio de Santa Catalina como un lugar de culto en el sitio de la actual iglesia. En 1841, se realizaron diseños para un nuevo edificio para la iglesia, apropiado para el lugar que parecía demasiado pequeño para las necesidades de ese momento. El arquitecto elegido fue el conocido Carlo Rossi de San Petersburgo. Diseñó una basílica de estilo neogótico, pero entre 1920 y 1924, la fachada principal occidental recibió su aspecto actual, obra de los arquitectos Erich Jacoby y Franz de Vries algo que se desvió de la fachada original de Rossi. La iglesia fue renovada entre 2002 y 2003.